# Wipeout Fusion
Wipeout Fusion è un videogioco di corse futuristico commercializzato nel 2002 e appartenente alla serie Wipeout. È stato l'unico gioco della serie a essere distribuito in esclusiva per la console PlayStation 2. I giocatori competono in corse antigravitazionali tipo F9000, e l'anno in cui si svolge il gioco è il 2160.

## Tracciati
Il gioco presenta otto ambientazioni, ciascuna con tre conformazioni di crescente difficoltà e che possono essere guidate in entrambi i sensi.
- Florion Height

Un circuito costruito nel deserto del Nevada dove i piloti avranno a che fare con un giro della morte, discese verticali, percorsi montagnosi e addirittura un breve tratto cavernoso che costeggia un fiume di magma.
- Mandrashee

Ambientazione situata su una serie di isole sul Mar Cinese Meridionale dove si affronta sezioni avvitate e passaggi sottacqua.
- Cubiss Float

Un percorso situato nelle alpi svizzere che presenta alcune delle piste più lunghe del campionato sotto una costante bufera di neve.
- Alca Vexus

Localizzato nella giungla messicana, i concorrenti avranno a che fare con piste insidiose che traversano tratti di fiume, cascate e anche un antico tempio Maya.
- Vohl Square

Situato a Mosca, qua i piloti si sfidano gareggiando per il centro, il sistema fognario e il sistema di trasporto veloce locale.
- Temtesh Bay

Una serie di percorsi basati in una cava dell'entroterra australiano dove si passa per caverne e corridoi minerari. È qua che si consumò un gravissimo incidente causato dai Super Missili della FEISAR.
- Katmoda 12

Complesso di tracciati ambientati sulla Luna dove si trovano dei pannelli d'invertitori di gravità.
- Devilia

Piste sprint situate in un remoto pianeta alieno. Disponibili soltanto nelle sfide dei Secondi Piloti nella modalità Lega AG.

## Squadre
Solo 3 squadre apparse in Wipeout 3 fanno il loro ritorno su questo gioco: FEISAR, Auricom e Piranha. Ne sono però escluse da questo ritorno AG Systems e Qirex, vista la loro presenza nell'episodio precedente della serie.
Questo è il primo e unico gioco di WipeOut che include due piloti individuali per ogni squadra a partire dal primo episodio.
Solo le prime 3 squadre sono disponibili fin dall'inizio; le rimanenti si sbloccano completando una gara testa a testa con il secondo pilota di quella squadra nella modalità Lega AG.
- FEISAR

Il team che rappresenta il Consorzio Europeo nonché uno dei team storici della serie. Gareggiano con la LS-59 che grazie alla sua maneggevolezza è la prima scelta per i giocatori nuovi.
- -  Daniel Johnson

Una stella promettente della F9000 a tal punto che il suo arrivo è considerato il più grande acquisto della squadra in fatto di costo. Pare avere una cotta per Natasha Belmondo.
- -  Carlos Beneto

È stato il primo pilota della FEISAR per ben 15 anni pur non ottenendo grandi successi. L'arrivo di Daniel nella squadra lo fece retrocedere al ruolo di secondo pilota suscitando rancore per il giovane compagno.
- Van-Über

La Van-Über Racing Developements fu fondata dal quattro volte campione del mondo Wolfgang Van-Über, famoso per la sua filosofia sulla condotta di gara pulita e senza tiri mancini. La ZR-320 è una macchina dalla grande accelerazione grazie alla scocca leggera e il grosso potenziale nell'arsenale ne compensa la fragilità
- -  Songen Grey

Un pilota della California fondatore di una sua filosofia personale chiamata "Gangoismo". Si dice che prima di una gara entri in uno stato di trance per tre giorni.
- -  Nami Mishima

La seconda pilota del team, spesso paragonata ad Arial Tetsuo, la leggendaria pilota Auricom del primo Wipeout, per la sua somiglianza e il carattere solare ed energetico.
- G-Tech

La G-Tech Systems è una delle maggiori aziende nel campo dei prodotti anti-gravità ma negli anni recenti ha visto un crollo finanziario. Così rilevano la divisione agonistica della AG Systems, andata in fallimento, e partecipano con la speranza di recuperare le perdite e persino promuovere i loro prodotti. La loro REVVER è una vettura ben bilanciata con il singolo difetto di una scarsa propulsione.
- -  Roberto Sergio

Ex-pilota della FEISAR e un fanatico del fitness. Noto come un inguaribile dongiovanni che ha avuto diverse relazioni con le altre pilote, sebbene non durature.
- -  Naomi Turner

Una pilota che compete sin dalla giovane età. È conosciuta nel ambiente competitivo per il suo carattere aggressivo e per un particolare odio per Natasha Belmondo.
- Auricom

Pure dopo l'assorbimento della loro eterna rivale Qirex, la Auricom Research Industries continua ad essere il baluardo dei principi morali sull'antigravità come metodo di progresso scientifico. Partecipano con il modello T-808 che è pensato per lo scontro armato ma il suo peso rende difficile il controllo in gara.
- -  Pascale Rouser

Pilota di punta della Auricom, adora lasciare che siano le gesta a parlare per sé. Non aiuta il suo temperamento focoso che l'ha portata a intraprendere corsi di gestione della rabbia.
- -  Franco Gonzalez

Ha un portamento molto più tranquillo della sua partner Pascale, di cui si dice ci sia una relazione nonostante neghino l'evidenza.
- EG.R

Non si sa nulla sulla EG.R Technologies perché ogni tentativo per cercare informazioni veniva subito incontro a silenzio e minacce. Si sa che sono pesantemente coinvolti nel campo illegale della cibernetica per trasformare i loro uomini in "super-piloti" precisi e inarrestabili. La loro EG-Series è una vettura molto prestazionale pensata soprattutto per il combattimento.
- -  Paul Cheung

Il primo pilota del team di cui non si sanno le sue origini, se non che deve aver aderito il progetto di diventare un "super pilota" grazie a potenziamenti cibernetici illegali. Dal nome si ipotizzerebbe che sia cinese.
- -  Alex Reece

Il misterioso secondo pilota che, come per Alex, non si sa nulla di lui. Si dice che grazie alla trasformazione in cyborg non debba più mangiare o dormire. Potrebbe essere inglese a causa del nome.
- Tigron

La Tigron Enterprises viene fondata dal sindacato criminale che governa la Russia a seguito del collasso societario dovuto all'economia destabilizzata e che per partecipare alle gare antigravitazionali acquisì la Qirex, una delle tante vittime di tale crollo economico. La squadra adotta una mentalità aggressiva incentrata sul fare fuori gli avversari piuttosto che tagliare il traguardo. Per questo il loro veicolo, la BULL-666, è velocissima e con un comparto armi devastante ma soffre di pessima guidabilità e scudi fragili.
- -  Omarr Khumala

Un pilota conosciuto per il suo stile di guida così violento e aggressivo che ha rischiato più di una volta l'esilio dalle competizioni.
- -  Sveta Kirovoski

Una donna dalla costituzione muscolosa, considerata perfetta per guidare la Tigron BULL-666. Si dice che sia un uomo transessuale di nome Ivan proveniente da una famiglia di minatori di sale della Siberia, ma lei ha sempre negato tali voci.
- Xios

La Xios International fu fondata inizialmente come compagnia di sviluppo delle armi, poi entrò nel corse antigravitazionali dove riuscì ad assumere Natasha Belmondo dopo che lei uscì dal team della Auricom. Da allora domina il circus grazie a lei e alla SMF-X, una vettura molto stabile e veloce.
- -  Natasha Belmondo

La discendente di Pierre Belmondo, ritenuto l'inventore dell'anti-gravità. Correva per la Auricom prima di firmare per la Xios, scatenando così la rivalità tra le due squadre. Come per il suo bis-bisnonno, Natasha crede nello sport antigravitazionale come un bene per il progresso dell'umanità e non si fa scrupoli ad esporre la corruzione che rovina tale disciplina.
- -  Zala Wollf

All'inizio correva come terza pilota della Van-Über dove si allenava con Nami Mishima. Si unisce alla Xios a seguito di uno screzio avvenuto con la sua migliore amica. Si presenta con un look inusuale da ragazza gotica.
- Piranha

Dopo aver stata tornata nel paese d'origine, la Piranha Advancements torna a diventare competitiva grazie alla direzione perfezionistica del direttore Aries Piermont e all'acquisizione della Assegai. Grazie a questa combinazione, ne viene fuori il modello intitolato Swiftkiller che unisce grande velocità e un controllo impeccabile della vettura
- -  Myima Tsarong

Una pilota che aveva corso in precedenza nella lega tibetana, dove si predilige uno stile di guida incentrato sulla calma e la non-violenza. Ciò la rese una concorrente conosciuta per la sua guida graziosa e il rifiuto di ogni montepremi a seguito delle sue credenze religiose.
- -  Jann Schlaudecker

Un pilota sconosciuto, per la quale lo stesso Aries Piermont era scettico, ma che si è dimostrato una persona capace e molto intelligente. Porta sulla fronte un tatuaggio recante il logo della Piranha.

## Recensioni
- Official PlayStation 2 Magazine UK: 9/10
- IGN: 9/10
- GameSpot: 7,2/10
- Edge: 5/10